# کوراهاگودا
کوراهاگودا (انگلیسی: Korahagoda) یک منطقه مسکونی در کشور سری‌لانکا است.